# Most sultána Mehmeda Dobyvatele
Most sultána Mehmeda Dobyvatele (turecky Fatih Sultan Mehmet Köprüsü) je most v Istanbulu. Je nazvaný po osmanském sultánovi Mehmedovi Dobyvateli. Od 3. července roku 1988 spojuje oba břehy města na Bosporské úžině. Je druhým mostem přes ni vedoucí a patří k nejdelším na světě, jeho výstavba stála 130 milionů dolarů.

## Charakter mostu
Most o délce 1 510 m je umístěn mezi městskými částmi Hisarüstü (evropská strana) a Kavacık (asijská strana).
Most je visutý se dvěma 110 m vysokými ocelovými pylony, vzdálenými 1 090 m od sebe. Na nich je zavěšena prvková mostovka o celkové šířce 39,4 m. Samotná vozovka se dvěma čtyřproudovými silnicemi je široká 28 m, přičemž její nejvyšší bod leží 64 m nad vodní hladinou, takže pod ní mohou proplouvat i ty největší lodě.
Vjezd je placený ve směru do Asie. Přes most přejede 150 000 vozidel denně, 65 % z nich tvoří automobily.[zdroj?] Most není uzpůsoben pro pěší dopravu, proto je chodcům vstup zakázán.

## Externí odkazy

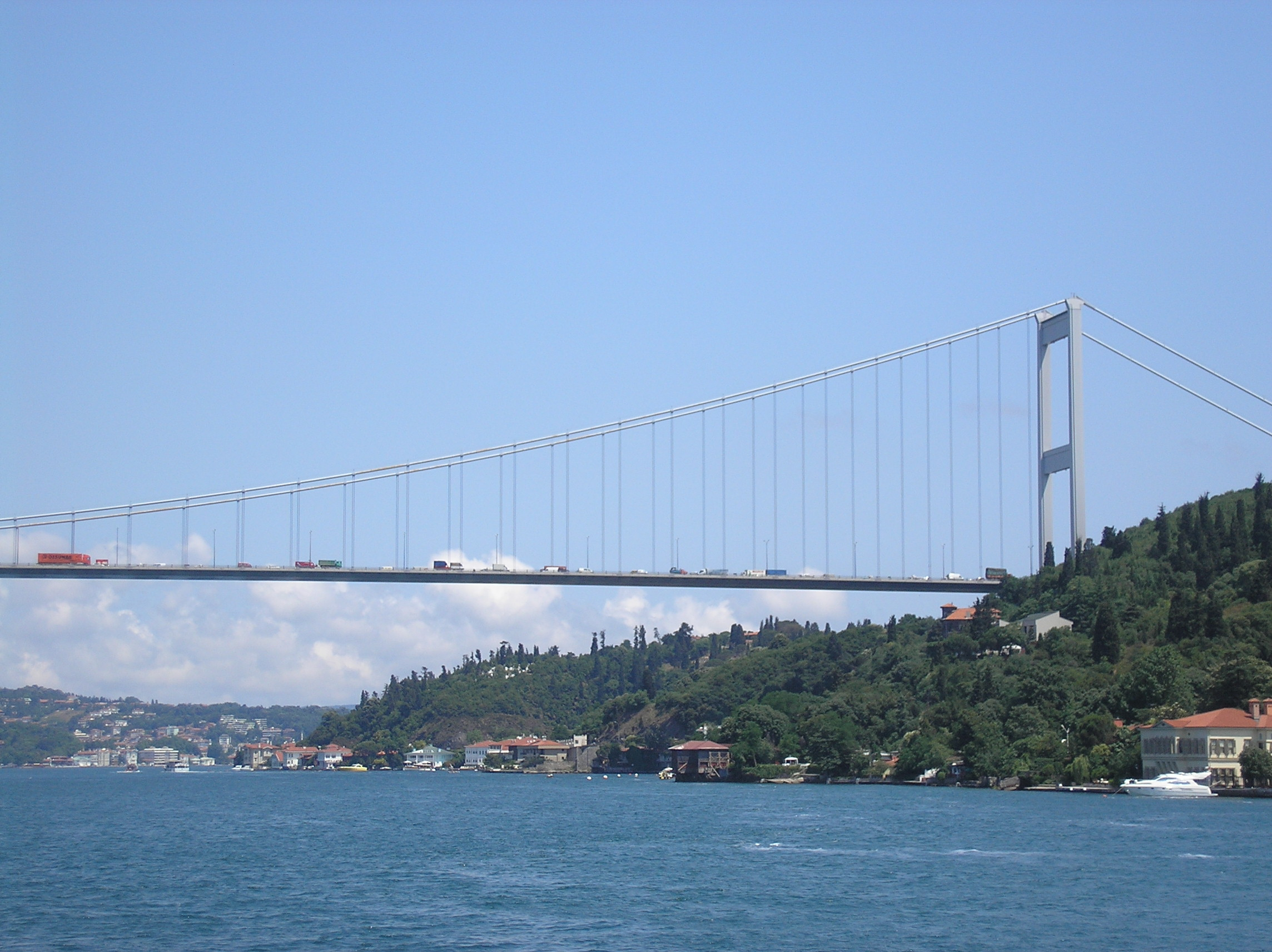
Most sultána Mehmeda Dobyvatele v Istanbulu